# Italienskspråkiga Wikipedia
Italienskspråkiga Wikipedia är den italienska språkvarianten av den fria encyklopedin Wikipedia, som finns på över 250 språk. Det startade i januari 2002, och den 26 december 2011 hade den cirka 874 064 artiklar och 700 717 registrerade användarkonton. Den har för närvarande 1 909 295 artiklar.
Den 4 oktober 2011, efter ett beslut taget av gemenskapen, gömdes allt innehåll och webbplatsen blockerades av administratörerna, som en protest mot paragraf 29 i den så kallade "DDL intercettazioni", en motion, som när den debatterades i Italiens deputeradekammare, troddes bidra till hårda begränsningar av redigeringsfriheten på det "horisontella" sätt som är vanligt i Wikimedia-projekten.. Motionen uttrycker att alla som anser att hans eller hennes bild eller dignitet har skadats av en text eller bild skall ha rätt att korrigera vad som ursprungligen konstaterades i enlighet med hans eller hennes egen version, utan att en domare eller domstol blandar sig i, och oavsett om påståendena i frågorna är riktiga eller inte. Om lagförslaget går igenom skulle sådana korrigeringar kunna göras (i en Wikipediaartikel eller vilken annan webbplats eller media som helst) inom 48 timmar och dess innehåll kan inte ändras igen utan att bryta mot lagen.